# Rocca aldobrandesca (Castell'Azzara)

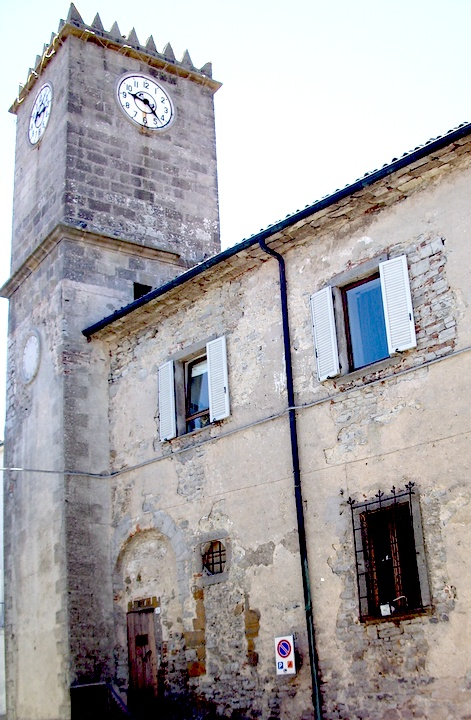
La torre dell'orologio

La Rocca aldobrandesca è un castello di Castell'Azzara, nella provincia di Grosseto in Toscana.

## Storia
La rocca fu costruita dagli Aldobrandeschi nel Duecento, nel luogo in cui sorgevano costruzioni di epoca precedente.
Per la sua costruzione, nel 1212 ci fu addirittura una disputa al gioco della zara (dadi) tra i membri della famiglia, affinché fosse deciso chi avrebbe dovuto finanziare il lavoro. Tale evento ha conferito al luogo la denominazione di Castell'Azzara.
La fortificazione, a parte un temporaneo passaggio di proprietà alla famiglia Baschi di Orvieto sul finire del Duecento, fu un possedimento aldobrandesco quasi ininterrotto fino al 1439, anno in cui fu ereditata dagli Sforza, assieme all'intera Contea di Santa Fiora, a seguito del matrimonio tra Cecilia Aldobrandeschi e Bosio I Sforza.
Nel Seicento, la caduta politica della contea sforzesca e la conseguente annessione di Castell'Azzara al Granducato di Toscana determinarono la vendita della rocca a privati che, in seguito, la suddivisero in più unità abitative.

## Descrizione
La rocca si trova nel punto più alto di Castell'Azzara, di fronte alla Chiesa di San Nicola; si presenta in parte alterata rispetto all'originario aspetto medievale, a causa della suddivisione in più unità e per l'inglobamento in altri edifici del lato orientale delle sue mura.
Il complesso è costituito da un palazzo padronale, disposto su tre livelli con strutture murarie in blocchi di pietra, che si articola attorno alla caratteristica Torre dell'Orologio, situata in posizione angolare.
La torre, che si affaccia nella piazza della chiesa, si presenta suddivisa in due ordini da una cordonatura che si sviluppa poco al di sopra dell'altezza del palazzo. Le strutture murarie, in conci di pietra, culminano in alto con un cordone sommitale, su cui poggiano una serie di beccatelli triangolari. Nella parte alta della torre, sono collocati 4 orologi di epoca moderna (uno per ogni lato).